# Peveț, Tărgoviște
Peveț (în bulgară Певец) este un sat în comuna Tărgoviște, regiunea Tărgoviște,  Bulgaria. 

## Demografie
Componența etnică a satului Peveț
     Bulgari (70,19%)
     Nicio identificare (29,8%)
     Altele (0%)
La recensământul din 2011, populația satului Peveț era de 151 locuitori. Din punct de vedere etnic, majoritatea locuitorilor (70,19%) erau bulgari. Pentru 29,8% din locuitori nu este cunoscută apartenența etnică.